# Гореньський Врх
Гореньський Врх (словен. Gorenjski Vrh) — поселення в общині Заврч, Подравський регіон‎, Словенія.